# 張知謇
张知謇（?—?），字匪躬，唐朝官员，蒲州河东（今山西省永济市）人，一作幽州方城人，迁居到岐州（治今陕西省凤翔县）。
张知謇与张知玄、张知晦、张知泰、张知默弟兄五人励志读书，都以明经擢第。唐高宗调露年间，为监察御史里行。武则天时，历任房州、和州、舒州、延州、德州、定州、稷州、晋州、洺州、宣州、贝州等十一州刺史，为政威严，人不敢犯。入朝时，武则天以才貌两绝称道其兄弟，使画工为他画图。唐中宗被废为庐陵王，安置房州，他担任房州刺史时，加以保护。神龙元年（705年），唐中宗复位，擢升为左卫将军，封范阳郡公。以大理卿致仕。从政不喜欢请托求进，子侄经义不精，不许论举。开元年间去世，年八十岁。

## 延伸阅读
[在维基数据编辑]
 《舊唐書·卷185下》，出自刘昫《舊唐書》
 《新唐書·卷100》，出自《新唐書》